# Сидераты
Сидера́ты (от лат. sīdere — оседать, оставаться лежать) — растения, выращиваемые с целью последующей заделки в почву (сидерации) для улучшения её структуры, обогащения азотом и угнетения роста сорняков.
Обычно сидераты запахиваются до или вскоре после начала цветения как зелёное удобрение, богатое азотом, белками, крахмалом, сахарами, микроэлементами; при этом на поверхности формируется компост, почва защищается от размытия и сдува. Корни растений улучшают механическую структуру почвы: создаётся система корневых канальцев, отмершими корнями питаются черви и микробы, накапливающие азот.

## Свойства сидератов
Сидераты быстро развивают густую листву, которая создаёт тень и задерживает рост сорняков. Кроме того, некоторые виды сидератов (злаковые) выделяют вещества, задерживающие прорастание семян, что тоже уменьшает количество сорняков. Хорошо развитая корневая система сидератов помогает улучшению структуры и водопроницаемости почвы: проникая глубоко внутрь, она разрыхляет и обогащает воздухом тяжёлые глинистые почвы, а лёгкие, песчаные удерживает от рассыпания. Корни сидератов также доставляют полезные вещества из более глубоких слоёв наверх, ближе к корням полезных культур, между которыми выращивают «зелёное удобрение». Сидераты, высаженные среди овощных культур, частично отвлекают садовых вредителей на себя. Некоторые сидераты могут отпугивать вредителей, например, редька подавляет нематод, горчица — паршу. Кроме того, большинство имеют яркие и полные нектара цветы, привлекающие пчёл и шмелей, которые попутно опыляют и соседние посадки, что способствует повышению урожайности. Сидераты семейства бобовых находятся в симбиозе с азотфиксирующими бактериями, которые переводят атмосферный азот в связанное состояние, что делает его доступным для потребления растениями. При использовании сидератов количество азота, доступного для дальнейших культур, обычно составляет 40—60 % от общего количества азота, содержавшегося в сидератной культуре.

## Функции сидератов
Сидераты обычно выполняют несколько функций, улучшая и защищая почву:
- Сидераты увеличивают процент органических веществ (биомассы) в почве. Бобовые сидераты связывают атмосферный азот в форму, пригодную для употребления растениями. Заделывание сидератов в почву вызывает ускоренное образование гумуса, доступного для последующих растений. Увеличенная микробная активность в почве также приводит к формированию мицелия, улучшая структуру почвы. Улучшается уровень аэрации и проникновения воды.
- Корневые системы некоторых видов сидератов эффективно и глубоко проникают в плотный грунт, вызывая дополнительную аэрацию почвы, и извлекают наверх вещества, недоступные для растений с мелкой корневой системой (люцерна).
- Сидераты также полезны для предотвращения эрозии, борьбы с сорняками, насекомыми-вредителями и болезнями. Глубокая корневая система многих сидератов и быстрый рост делают их эффективными средствами борьбы с сорняками.
- Некоторые сидераты сдерживают болезни растений, таких как Вертициллиозное увядание[англ.] (Verticillium wilt) картофеля.
- Во время цветения сидераты дополнительно привлекают как полезных насекомых-опылителей, так и хищных насекомых, что увеличивает урожайность основных посевов и позволяет сократить применение инсектицидов.

Также сидераты могут использоваться для уменьшения рН щелочных почв.

## Виды сидератов
Считается, что в роли сидератов может выступать около четырёх сотен культур.
В первую очередь для сидерации используют бобовые: это горох, вика, однолетний люпин, эспарцет, клевер, нут, люцерна, бобы, фасоль, соя, чечевица, козлятник, донник, горох коровий (вигна), горох полевой (пелюшка), чина, сераделла и др. Бобовые содержат на своих корнях колонии бактерий — азотофиксаторов — и сильно обогащают почву азотом. Три урожая бобовых — то же, что полная доза навоза. Все они холодостойки, рано всходят, а их корни мощно рыхлят землю.
Из злаковых культур в качестве сидератов используются озимые пшеница, тритикале и рожь, яровые ячмень и овёс, сахарное и хлебное сорго, суданская трава, пайза, ежа сборная, чумиза (итальянское просо), райграс, овсяница, полевица, тимофеевка, сизый (нерасползающийся) пырей.
Используются также крестоцветные: горчица белая (английская), горчица сизая (сарептская), озимая сурепка, озимый и яровой рапсы, редька масличная.
Популярны в качестве сидератов и растения других семейств: фацелия, мальва, гречиха, амарант и др.

## Применение сидератов
Ограничения при использовании сидератов связаны с затратами времени, энергии и ресурсов (денежных и материальных), необходимыми для их успешного применения. Выбор сидератов должен определяться характером региона и количеством осадков — для обеспечения их эффективного использования.
Способы использования сидератов:
- В междурядьях между овощными или декоративными культурами.
- В качестве скороспелой культуры среди долгоспелых (пастернака, корневого сельдерея, лука-порея и др.).
- В межсезонье, в конце лета или осенью под зиму.
- Во время отдыха почвы от интенсивного использования на весь год.